# Васильевка (город-курорт Сочи)
Васильевка — село в Лазаревском районе муниципального образования город-курорт Сочи Краснодарского края России. Входит в состав Волковского сельского округа.

## География
Село находится в западной части края, в предгорной зоне Причерноморского побережья.

## История
Согласно Закону Краснодарского края от 1 апреля 2004 года № 679-КЗ село Васильевка вошло в состав образованного муниципального образования город-курорт Сочи.

## Население
| 2002 | 2010 |
| ---- | ---- |
| 346  | ↗444 |

Национальный состав
Согласно результатам переписи 2002 года, в национальной структуре населения армяне составляли 64 %, русские	32 % от 346 жителей.

## Инфраструктура
Социальные объекты в населённом пункте отсутствуют. Развит туризм.

## Транспорт
Доступен автомобильный транспорт. Остановка автобусного маршрута 119 (на декабрь 2019).